# Kväggeshyttan
Kväggeshyttan är en småort i Storfors kommun.                

## Historia
Orten har växt upp runt en hytta som restes under 1650-talet, vid vattendraget Hyttälven där de 24 andelarna ägdes av bönder i Bjurtjärns socken. Den första "blåsningen" genomfördes 1655 och 1659 fick hyttan privilegiebrev. Ägarförhållandena skiftade med tiden och från mitten av 1800-talet blev det möjligt att kapitalisera andelarna och ägarskaran minskade för att slutligen vid hyttans nedläggning bestå av en storägare och några mindre. Sista "blåsningen" genomfördes 1899. 
På sjösystemet, varav Kväggen och Hyttälven är en del, bedrevs under ”hyttiden” och ända fram till 1940-talet omfattande båttrafik. Båtar användes som transportmedel för leveranser från den torvströfabrik som fanns under åren 1905–1935 vid Kväggen. Likaså användes ångbåtar för transporter till och från sågverket vid Kväggen. 
I bygdens sydöstra del, i Bodalen, intill Botjärnen fanns under 1800- och i början av 1900-talet en hälsobrunn, Klara källa. Hit kom man för att ”dricka brunn”. Själva källan var i egenskap av ”surbrunn” känd sedan slutet av 1700-talet. Under 1840-talet började badortens glansperiod. Från slutet av 1800-talet avtog verksamheten och den sista annonsen om hälsosamma bad trycktes 1928. Idag återstår endast själva källan, några skyltar och mossbelagda grundstenar från badhotellet.
- År 1867 beslutades om byggandet av Åtorps skola i Kväggeshyttan,  som uppfördes av sinnersten, vilka tillverkades i Kväggeshyttan
- År 1932–1933 tillbyggdes huset med en stor skolsal samt gymnastiksal och lärarinnesal på övre våningen.
- År 1955 upphörde undervisningen, i samband med byggandet av Tåbäckens skola. Dåvarande Ullvätterns kommun skänkte därmed huset till Bjurtjärns församling.
- År 1959 invigde dåvarande biskop Gert Borgenstierna lokalerna. Huset hade då renoverats och en kyrksal iordningställts av Bjurtjärns församling.
- År 1990 överförs lokalerna till en nybildad byalagsförening som från 2009 har namnet Kväggeshyttans Byalag i Bjurtjärn

År 2013 muddrade byalaget Hyttälvens första 300 meter, från landsvägen till Malmtorget.